# Ambroisie (label)
Pour les articles homonymes, voir Ambroisie.
Ambroisie est un label discographique français de musique classique. Il est fondé en 1999 par Nicolas Bartholomée et vendu plus tard à Naïve Records. 
Le label a publié principalement des artistes français, dont certains, notamment Christophe Rousset, ont été ensuite publiés par la nouvelle maison fondée par Bartholomée, le label Aparté.